# Karl Heinz Voigt
Karl Heinz Voigt (* 31. August 1934 in Delmenhorst) ist emeritierter Pastor der Evangelisch-methodistischen Kirche (EmK). In seiner Kirche sowie in verschiedenen überkonfessionellen Zusammenschlüssen und Organisationen war er in leitenden Positionen tätig. Er ist als Autor kirchenhistorischer Werke weit über seine Kirche hinaus bekannt.

## Werdegang
Nach einer kaufmännischen Ausbildung, die Karl Heinz Voigt mit einem Studiengang an der damaligen Fachschule des Deutschen Lebensmittel Einzelhandels in Neuwied abschloss, trat er nach einem Praktikum in Westerstede (Oldb.) seine theologische Ausbildung auf dem zweiten Bildungsweg an. Von 1955 bis 1959 studierte er am methodistischen Predigerseminar in Frankfurt/Main. Danach besuchte er mit landeskirchlichen Theologen das „Seminar für den kirchlichen Dienst in der Industrie“ in Mainz-Kastel unter der Leitung von Pfarrer Horst Symanowski. Von 1960 bis 1963 arbeitete er in Hamburg. Ab 1963 übernahm Karl Heinz Voigt die Geschäftsführung des Hilfswerks der Methodistenkirche, dessen Sitz in Frankfurt am Main war, und die Geschäftsführung der freikirchlichen Außenstelle des Diakonischen Werkes der EKD (Evangelische Kirche in Deutschland), die ebenfalls in Frankfurt ansässig war. Seit dieser Zeit war er aktiv in der Betreuung von Kriegsdienstverweigerern und gehörte der Arbeitsgruppe „Betreuung der Kriegsdienstverweigerer“ in der Vereinigung Evangelischer Freikirchen (VEF) an. Zu dieser Zeit begann auch seine Mitarbeit in der VEF-Arbeitsgruppe Rundfunk und Fernsehen, für die er später die Kontakte mit dem Gemeinschaftswerk der Evangelischen Publizistik wahrnahm. Voigt war 1966 Delegierter seiner Kirche an der vom Ökumenischen Rat der Kirchen einberufenen Weltkonferenz für Kirche und Gesellschaft in Genf. Im Vorfeld der Kirchenvereinigung zwischen Evangelischer Gemeinschaft und der Methodistenkirche zur Evangelisch-methodistischen Kirche (englisch: The United Methodist Church) arbeitete er in verschiedenen Arbeitsgruppen mit. An die Tätigkeit im Hilfswerk, die mit vielen Ostkontakten verbunden und regelmäßigen Reisen in die DDR verbunden war, schloss sich von 1968 bis 1984 die Arbeit in der ältesten vormals bischöflich-methodistischen Gemeinde auf dem europäischen Kontinent in Bremen an. Die Arbeit war mit der Stadtökumene verbunden. So kam es, dass Voigt zeitweise Vorsitzender des „Ökumenischen Arbeitskreises“ (heute: Arbeitsgemeinschaft Christlicher Kirchen) war. Nach der Wahl und Berufung in die Aufgabe eines Superintendenten leitete Voigt von 1984 bis 1993 den Distrikt Berlin (West), wiederum mit vielen Ostkontakten. Vom Kirchenvorstand wurde er beauftragt, das bundesweite Projekt „Diakonie '86“ zu leiten, mit dem die Evangelisch-methodistische Kirche nach dem ökumenischen „Missionarischen Jahr“ ihr Missionsverständnis auf der Ebene der Ortsgemeinden als Einheit von Wort und Dienst konkretisierte. Während der Zeit als Superintendent war Karl Heinz Voigt Mitglied des Kirchenvorstands.
In Berlin war er der erste Freikirchler, der für einige Jahre zum Vorsitzenden des unter Einfluss von Bischof Kurt Scharf gebildeten Ökumenischen Rates Berlin (heute: Ök. Rat Berlin-Brandenburg) gewählt wurde. Nach dem Ende der DDR arbeitete Voigt in der zentralen Kommission zur Reorganisation zwischen den Kirchenteilen in Ost und West mit.
Es folgte mit dem Ende der in der Evangelisch-methodistischen Kirche zeitlich begrenzten kirchenleitenden Tätigkeit als Superintendent eine Gemeindearbeit in der schleswig-holsteinischen Landeshauptstadt Kiel. Zur gleichen Zeit nahm er seit 1992 die Aufgaben eines gesamtkirchlichen Ökumene-Beauftragten wahr. Damit war die Vertretung in der Arbeitsgemeinschaft Christlicher Kirchen in Deutschland verbunden. Die Vereinigung Evangelischer Freikirchen beauftragte ihn fast zehn Jahre hindurch, sie an den EKD-Synoden zu vertreten und gleichzeitig in der damaligen „Ökumene-Kommission“ der EKD neben einem katholischen Vertreter mitzuarbeiten.
Neben der vielfältigen ökumenischen Wirksamkeit war Voigt immer an einer theologischen Durchdringung seiner Arbeit interessiert, die er mit historischen Studien verband. Neben der eigenkirchlichen Profilierung, die für eine Minderheitenkirche im ökumenischen Kontext besonders geboten ist, um ein kritischer Partner sein zu können, war ihm die Rolle des prägenden kirchlichen Umfeldes wichtig. Darum hat er über Bewegungen, die die methodistische Kirchen im Laufe ihrer Geschichte begleitet haben, verschiedene Studien publiziert: über die Evangelische Allianz (1990), die Heiligungsbewegung (1996), Freikirchen in Deutschland (2004), die Beziehungen zwischen Sonntagsschule und Kindergottesdienst (2007) und die Gemeinschaftsbewegung (2008 und 2014); danach erschienen zwei Bände mit einer Übersicht der Geschichte der Ökumene in Deutschland (2014 und 2015) mit Geleitworten der ACK-Vorsitzenden Bischof Friedrich Weber und Bischof Karl Heinz Wiesemann. Zuletzt erschien im Umfeld des bilateral geprägten Rückblicks auf die Reformation eine Überblicksstudie mit einem Geleitwort von Professor Hartmut Lehmann, die eine Linie der kirchlichen Minderheiten von vor 1517 bis nach 2017 skizziert (2018). Jahrzehnte hindurch arbeitete Voigt in der Historischen Kommission des Rates methodistischer Kirchen in Europa und der Gestaltung von Kongressen in Bad Klosterlausnitz (damals noch DDR), Reuti Hasliberg (Schweiz), Holstebro (Dänemark), Tallinn (Estland) und Budapest (Ungarn) mit. 2007 erhielt der historisch interessierte Pastor in Chevy Chase (Maryland) für seine umfangreichen Forschungen zur Geschichte der Evangelisch-methodistischen Kirche in Europa den jährlich vergebenen Distinguished Service Award (Preis für besondere Leistungen). Voigt gehört dem Beirat der Zeitschrift Freikirchenforschung an und publizierte dort eine Anzahl von Studien zu freikirchlichen und ökumenischen Themen. Für acht Lexika hat er Beiträge beigesteuert, für das Biographisch-Bibliographische Kirchenlexikon (BBKL) werden es bald 300 sein, die zu einem Teil internationale kirchliche Beziehungen aufzeigen.
In Bremen gehört er seit Jahrzehnten dem Verein für Bremische Kirchengeschichte an. Seinen Ruhestand lebt er in der Hansestadt.

## Privates
Voigt heiratete 1960 Marlene Viet. Das Paar hat drei Kinder und wohnt in Bremen.

## Werke
- Freikirchen in Deutschland (19. und 20. Jahrhundert) (= Kirchengeschichte in Einzeldarstellung Bd. III/6). Leipzig 2004, ISBN 978-3374022304.
- Internationale Sonntagsschule und deutscher Kindergottesdienst. Eine ökumenische Herausforderung (= Reihe Kirche-Konfession-Religion Bd. 52). Göttingen 2007.
- Theodor Christlieb (1833-1889). Die Methodisten, die Gemeinschaftsbewegung und die Evangelische Allianz. Göttingen 2008.
- Methodistische Mission in Hamburg (1850-1900). Transatlantische Einwirkungen. Göttingen 2010.
- Der Zeit voraus. Die Gemeinschaftsbewegung als Schritt in die Moderne? Erwägungen zur Vorgeschichte und Frühgeschichte der Gnadauer Gemeinschaftsverbands. Leipzig 2014, ISBN 978-3-374-03748-3.
- Ökumene in Deutschland. Internationale Einflüsse und Netzwerkbildung – Anfänge 1848-1945 (= Reihe Kirche-Konfession-Religion Bd. 62). Verlag V&R unipress, Göttingen 2014, ISBN 978-3-8471-0269-4.
- Ökumene in Deutschland (Bd. 2). Von der Gründung der ACK bis zur Charta Oecumenica (1948–2001), Göttingen 2015, KKR 65, 705 S., Vandenhoeck & Ruprecht – academic, Geleitwort Bischof Karl-Heinz Wiesemann, ISBN 978-3-8471-0417-9.
- Die Evangelisch-methodistische Kirche in Mecklenburg-Vorpommern. Von der Fluchtbewegung zur Gemeindebildung (mit einem Anhang über das frühere Westpreußen und Schlesien), Hamburg 2016, 268 S., Angelibri Publishing, Hamburg.
- Kirchliche Minderheiten im Schatten der lutherischen Reformation – vor 1517 bis nach 2017, Göttingen 2017, Vandenhoeck & Ruprecht – academic, KKR 73, Geleitwort Hartmut Lehmann, 382 S.
- Martin Luther und John Wesley. Gemeinsamkeiten und Unterschiede mit Auswirkungen auf Verständnis und Praxis der Kirche, Stuttgart 2017, EmK-Forum 43, Geleitwort Bischof Rosemarie Wenner, 56 S.
- Methodisten: Name - Deutung - Wirkung - Gestaltung. Eine kontinentaleuropäische Perspektive, Göttingen 2020, Vandenhoeck & Ruprecht, KKR 77, Geleitwort Walter Fleischmann-Bisten, 472 S. ISBN 978-3-8471-1182-5

### Bibliographie
- Gesamtbibliographie von Karl Heinz Voigt (bis 2013), in: Freikirchenforschung 23, 2014, S. 25–56 [ohne Rezensionen]. DNB, ISBN 978-3-934109-15-5